# Jean Chrétien
Joseph Jacques Jean Chrétien (Shawinigan (Quebec), 11 januari 1934) is een Canadees politicus en de twintigste minister-president van Canada, van 4 november 1993 tot 12 december 2003.

## Politieke carrière
Chrétien werd geboren  in Shawinigan als 18e van 19 kinderen. Hij studeerde rechten aan de Laval Universiteit en in 1963 werd hij voor de eerste maal verkozen in het Canadese parlement voor de Liberal Party of Canada en in 1968 bekleedde hij zijn eerste ministerschap. Na het aftreden van Pierre Trudeau in 1984 zocht hij tevergeefs het leiderschap van de Liberalen ten gunste van John Turner en korte tijd later verliet hij de politiek. In 1989 keerde hij terug in de politiek en zocht hij wederom, ditmaal succesvol, het leiderschap van de Liberalen. Hij versloeg hierin in een bittere strijd Paul Martin, wat een langdurige vijandschap tussen de twee ten gevolge had.

### Minister-presidentschap
Bij verkiezingen in 1993 behaalde hij met zijn Liberalen een overwinning die hij in 1997 en 2000 zou herhalen. Doordat er geen volwaardige oppositiepartij was in deze tijd kregen de Liberalen het predicaat van onoverwinnelijkheid opgeplakt.
Een van de belangrijkste agendapunten van de regering van Chrétien was de nationale eenheid en het tegengaan van de dreigende afscheiding van de provincie Quebec van de rest van Canada. Chrétiens regeerperiode werd ook gekenmerkt door een groeiend antiamerikanisme van de Liberalen hoewel Canada wel troepen leverde voor de strijd in Afghanistan na de terroristische aanslagen van "9/11". Chrétien weigerde echter de invasie van Irak te steunen ondanks signalen aan de VS die het tegenovergestelde suggereerde. De officiële reden was dat er geen specifiek VN mandaat was. Chrétien werd soms betrapt op slecht taalgebruik in beide officiële talen van Canada, het Engels en het Frans. Een beroemde quote in deze kwestie was Chrétiens antwoord op een vraag over bewijs voor het gebrek aan medewerking van Irak met de wapeninspecties: A proof is a proof, what kind of a proof? It's a proof. A proof is a proof, and when you have a good proof, it's because it is proven (vertaling: Een bewijs is een bewijs, wat voor bewijs? Het is een bewijs. Een bewijs is een bewijs en wanneer je een goed bewijs hebt is dat omdat het bewezen is).

### Kritische benadering van Chrétien
Gedurende Chrétiens periode als minister-president daalde het overheidstekort dramatisch van $42 miljard naar $0 en zelfs tot een overschot. Corruptie in de regerende Liberale Partij nam echter toe en onder zijn bewind verdween tussen 1996 en 2004 enkele honderden miljoenen dollars aan belastinggeld, onder andere naar Liberaal georiënteerde marketingbedrijven in Quebec en naar de partijkas zelf. De onderzoeksrechter die dit Sponsorship Schandaal onderzocht legde in een rapport in 2005 de politieke blaam rechtstreeks bij Chrétien neer.
Chrétien wordt vaak verweten een dictatoriaal getint minister-presidentschap te hebben geleid waar meer en meer macht rechtstreeks naar de minister-president werd getrokken. Zo kreeg de Liberale fractie minder vrijheid en moesten de nominaties van kandidaat parlementsleden nu door de minister-president worden goedgekeurd.
In 2003 trad Chrétien af als leider van de Liberalen en als minister-president. Hij werd opgevolgd door zijn oude rivaal Martin.